# Prickhagtorn
Prickhagtorn (Crataegus punctata) är en rosväxtart som beskrevs av Nikolaus Joseph von Jacquin. Prickhagtorn ingår i Hagtornssläktet som ingår i familjen rosväxter. Inga underarter finns listade i Catalogue of Life.

## Bildgalleri

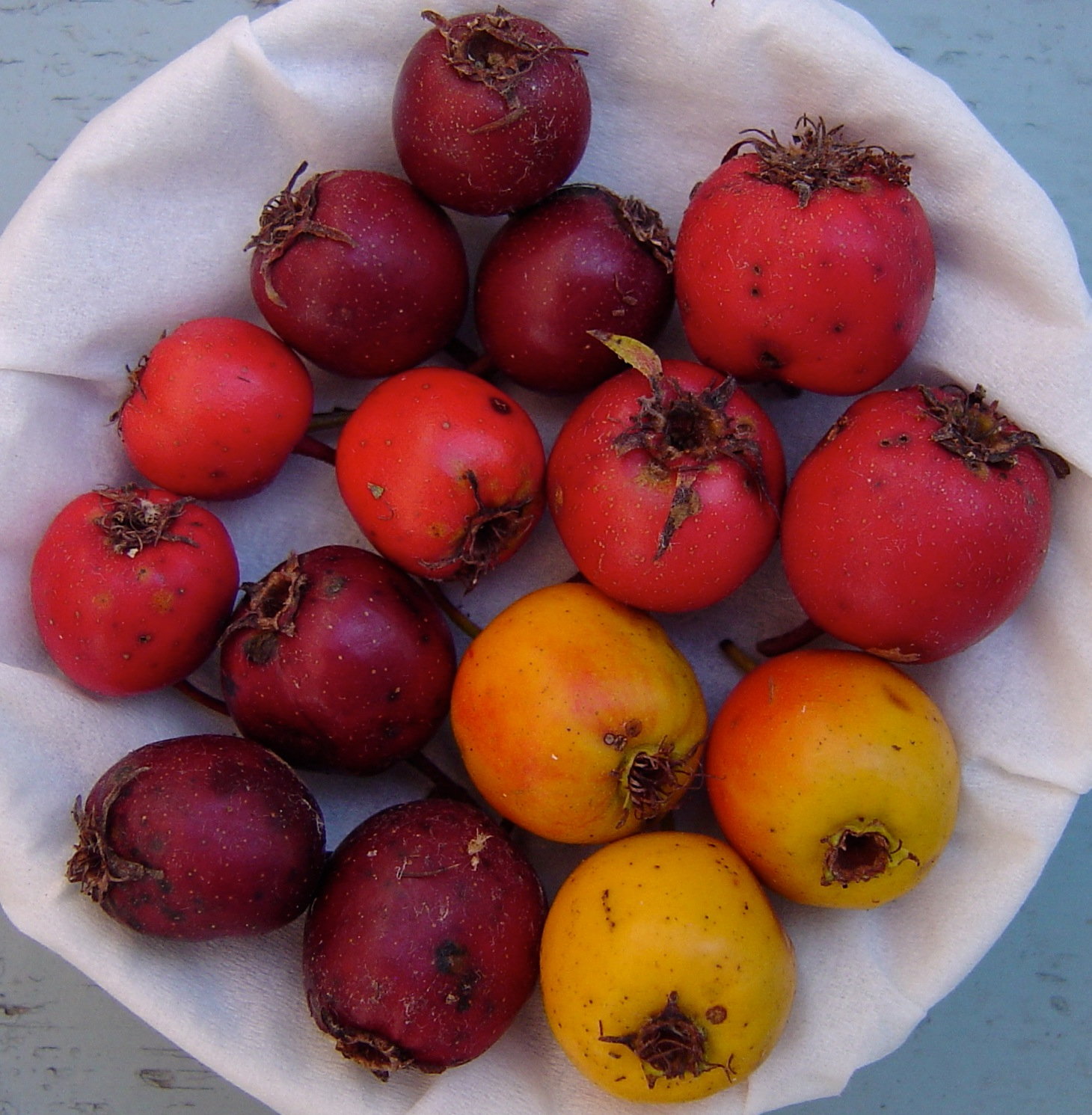
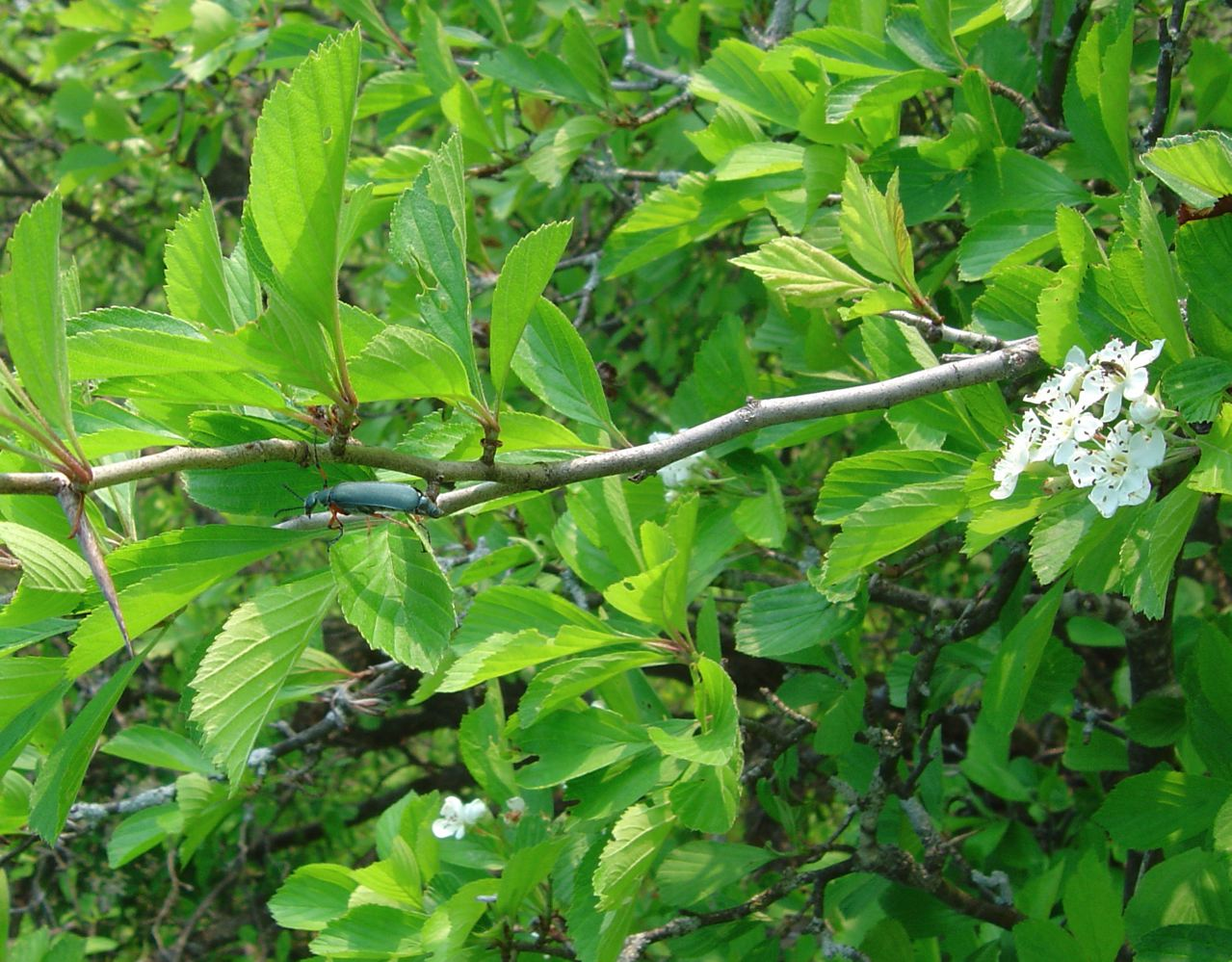
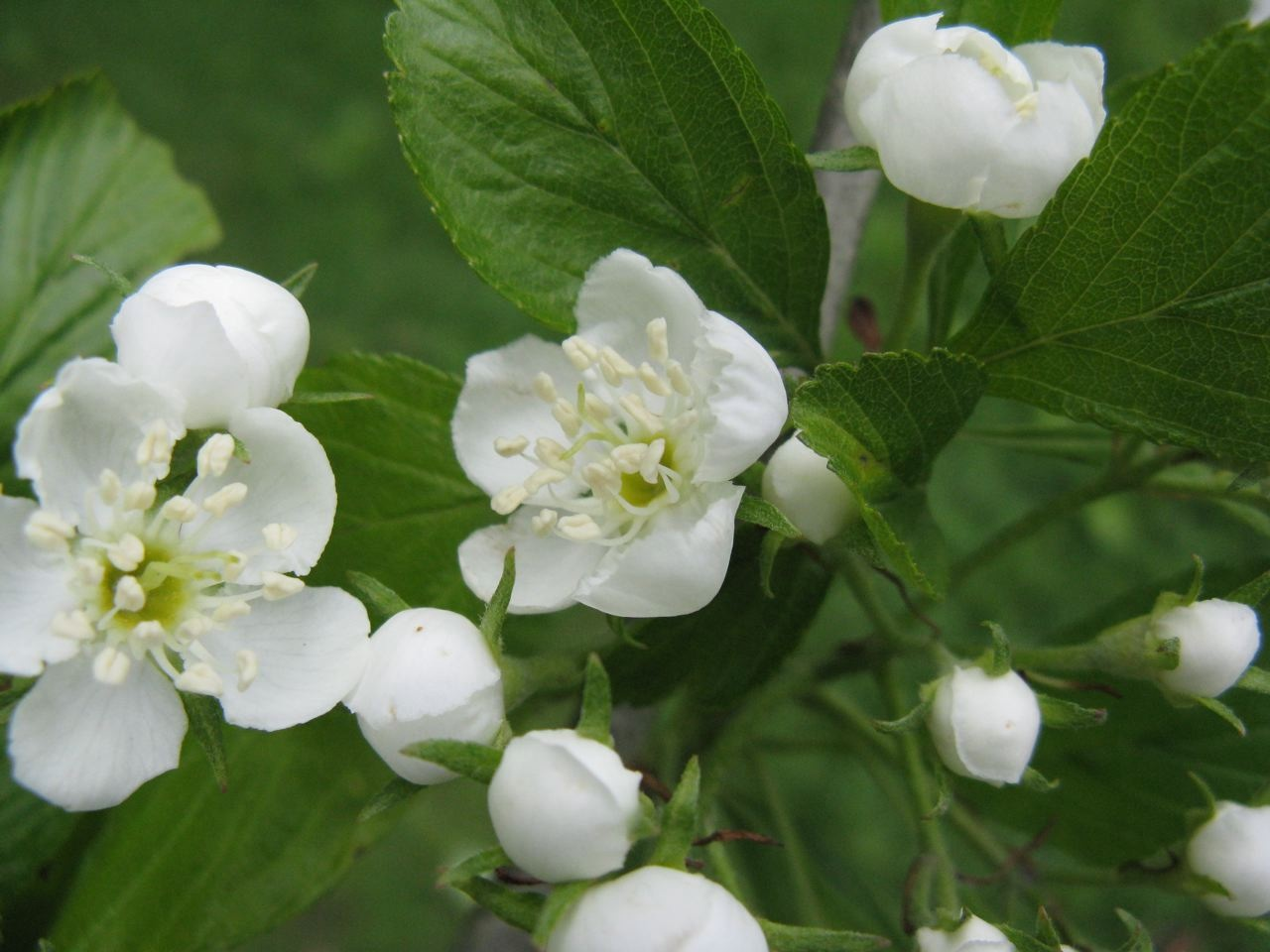
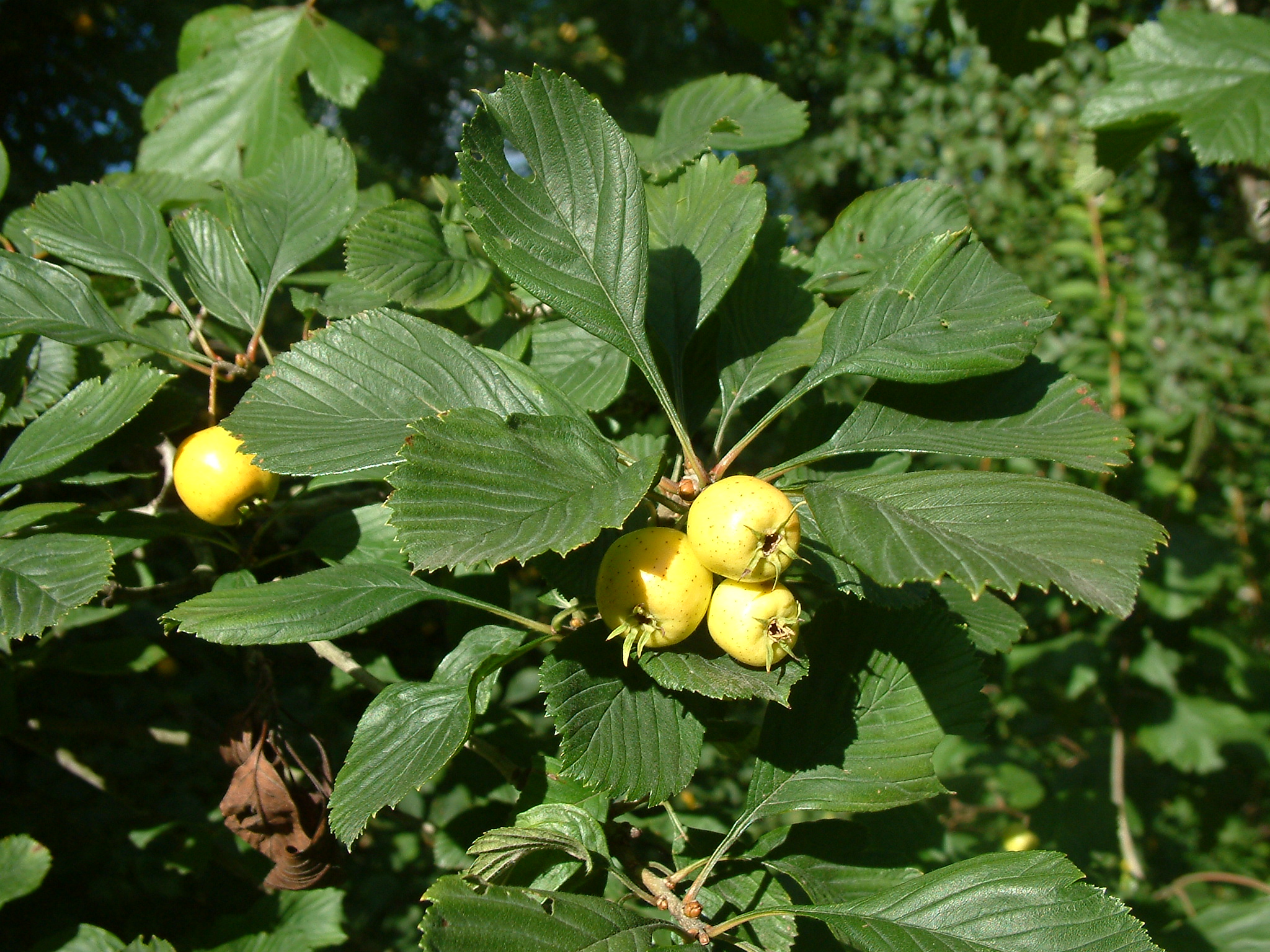
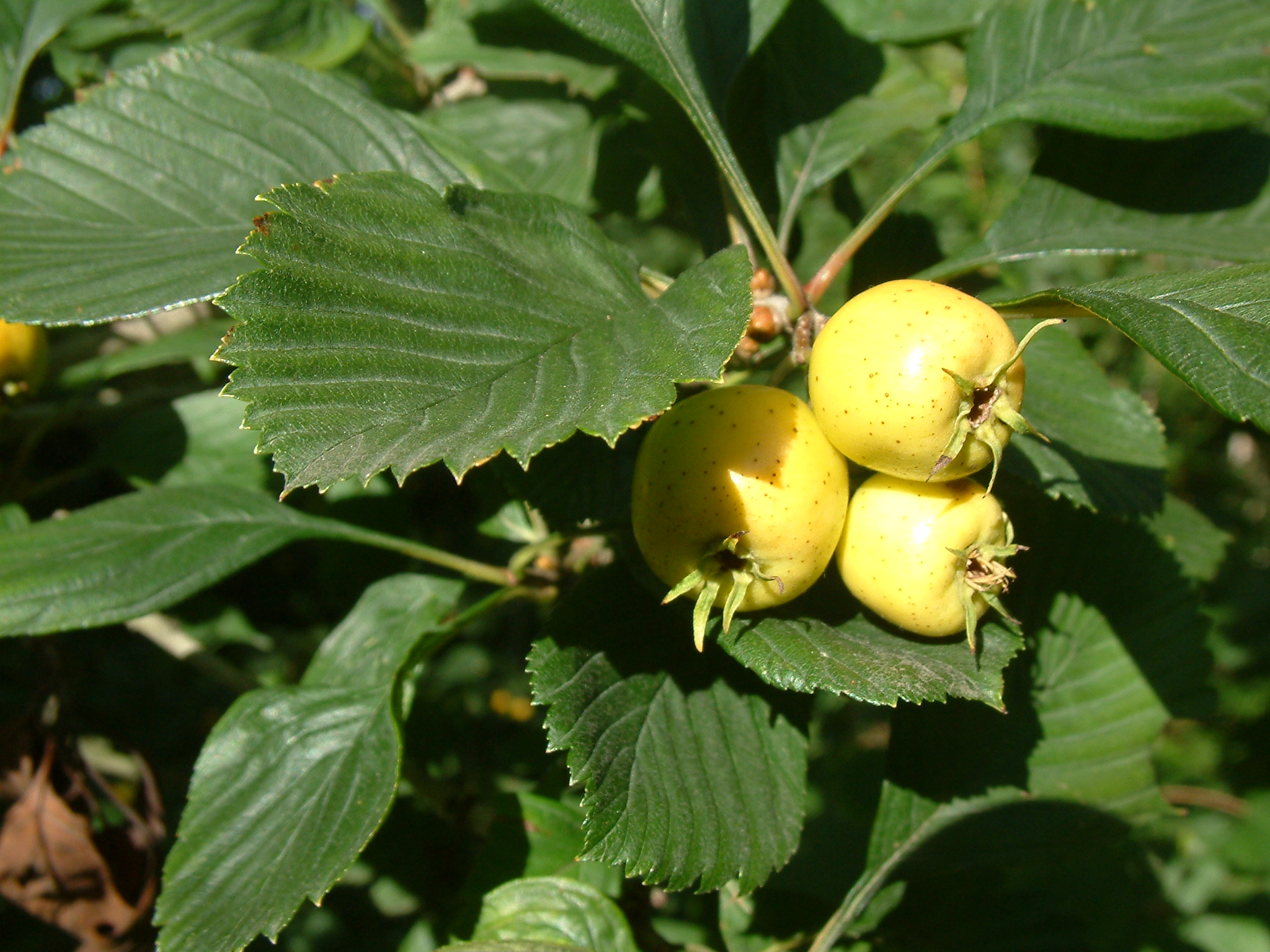
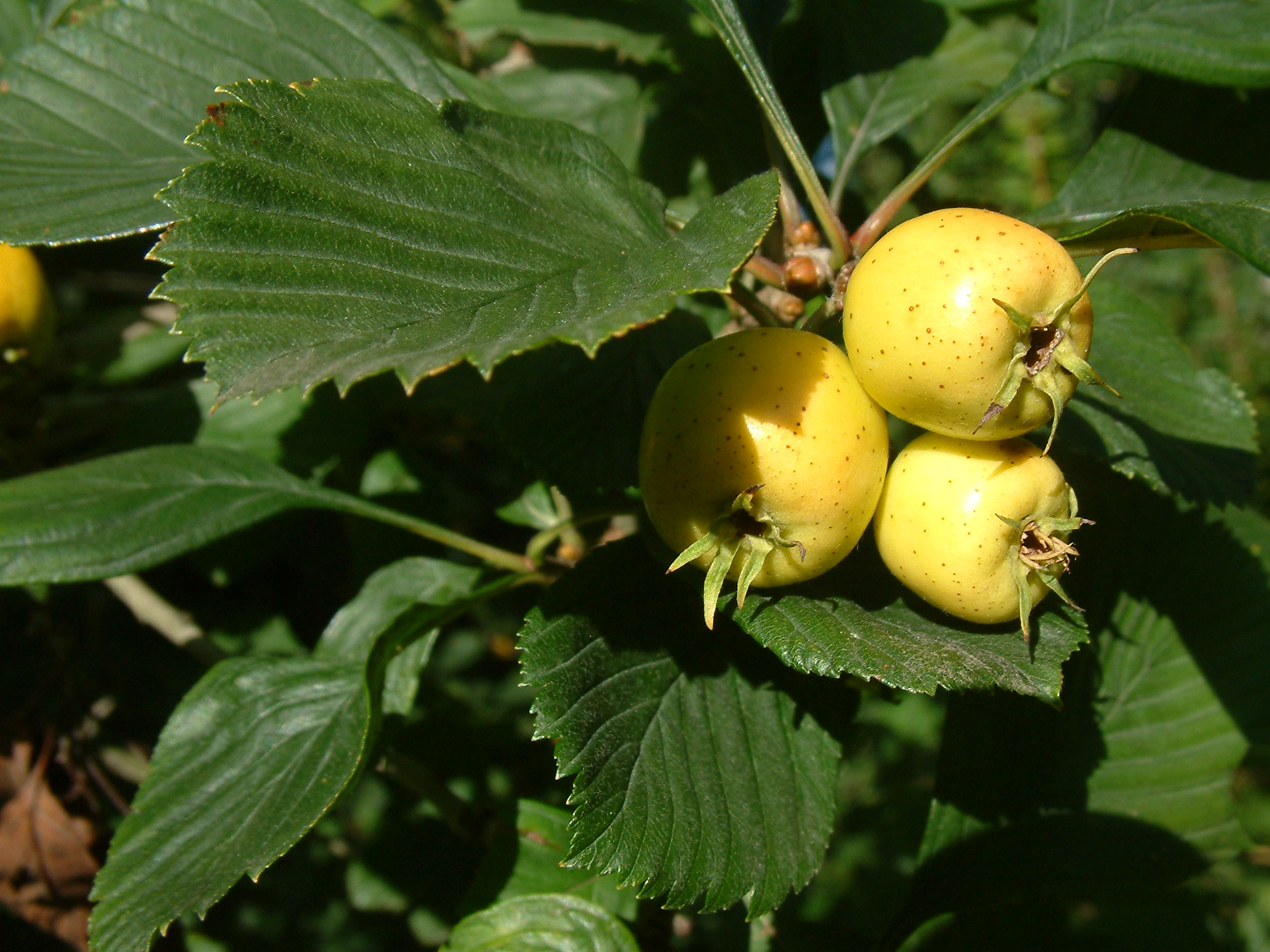